# Cocule
Cocule es un paraje cerca de la ciudad de La Unión que se ubica en la ribera norte y sur del Río Bueno, por lo que forma parte de las comunas de La Unión y Río Bueno.
En la ribera sur se encontraba la estación de ferrocarriles Cocule, la cual era el desvío del ramal ferroviario entre La Unión, Lago Ranco, Entre Lagos, cuya línea fue desmantelada en la década ede 1990..

## Accesibilidad y transporte
En el año 2015 se inició un programa para poner en valor la navegabilidad del Río Bueno y la realización de diversas mejoras que han sido realizadas por el Ministerio de Obras Públicas , que para este caso se ha habilitado infraestructura una playa junto al río para el acceso de la comunidad y la conformación de un balneario seguro para los visitantes que estará terminado el año 2017. Se encuentra a 4,2 km de La Unión.